# کیوئی‌دی
کیوئی‌دی مخفف جمله‌ای است از زبان لاتین (quod erat demonstrandum) که خود از یونانی برگرفته شده. (به یونانی: ὅπερ ἔδει δεῖξαι) به معنای: «که باید نشان داده می‌شد». این ترجمه هم در برخی کتاب‌ها آمده: «اثبات شد آنچه باید (می‌شد)»، یا در نسخِ قدیمی نوشته می‌شده‌است «فهو المطلوب». مخفف این جمله .q. e. d است. پژوهشگران و مدرسان، به‌خصوص در علوم ریاضی و فیزیک در انتهای اثبات یک مسئله می‌نویسند qed. اقلیدس و ارشمیدس اثبات مسئله هارا با این جمله به پایان می‌بردند.
این عبارت از کتاب درسی اقلیدس "اصول" (کتاب سوم، فصل چهارم، نظریه سیزدهم) از قرن سوم قبل از میلاد آمده است. ترجمه لاتینی که امروزه رواج دارد توسط انسان‌شناس ایتالیایی، بارتولومئو زامبرتی، هنگام ترجمه کتاب «اصول» اقلیدس و چاپ آن در ونیز در سال 1505 ابداع شد.
امروزه از این علامت‌ها هم استفاده می‌شود ■ یا □ یا ‣. در فونت یونیکد: (U+220E) یا (U+25A0) یا (U+2023). ریاضی‌دان‌ها به این علامت سنگ قبر می‌گویند.
.q. e. d را پژوهشگران و اهل فن با تعبیرهای دیگری از زبان لاتین، به عنوان مزاح نیز استفاده می‌کنند. یک تعبیر quo errat demonstrator است که یعنی: «ثابت کننده در گمراهی به‌سر می‌برد» و دیگر تعبیر quod est dubitandum است که می‌گوید: «چیزی که مورد شک است».